# 5-й гірський корпус СС
5-й добровольчий гірський корпус СС (нім. V. SS-Freiwilligen-Gebirgskorps) — військове формування, гірський корпус у складі військ Ваффен-СС, що брав участь у бойових діях під час Другої світової війни.

## Історія
Командування корпусу було створене 1 липня 1943 в Берліні, планувалося використовувати корпус як штаб антипартизанських частин в Югославії. Підлеглі корпусу дивізії перебували в різних місцях. 7-ма добровольча гірська дивізія СС «Принц Ойген» вже боролася з партизанами в Боснії, а 13-я гірська дивізія військ СС закінчувала своє формування у Франції. Для створення корпусних частин були використані деякі підрозділи 7-ї дивізії СС.
Влітку 1943 р штаб корпусу прибув до Югославії. Восени 1943 року частини корпусу взяли участь у роззброєнні італійських частин на узбережжі далматинця. У жовтні частини корпусу були розміщені гарнізонами по всій Боснії, а в наступному місяці штаб корпусу був розташований в Мостарі. Головним завданням корпусу були антипартизанські операції. Частини корпусу брали участь практично у всіх великих антипартизанських операціях 1943—1944 рр. в Боснії.
У січні 1945 року штаб корпусу і його допоміжні частини почали перекидатися в розташування групи армій «Вісла». Прибувши на Одерський фронт, корпус увійшов до складу 9-ї армії. Разом з цією армією корпус брав участь в оборонних боях на Одері і пізніше в обороні Франкфурта. На 17 березня 1945 року загальна чисельність корпусу становила 18 769 осіб, включаючи 9 039 чоловік, що знаходилися в фортеці Франкфурт-на-Одері. Разом з 9-ю армією корпус потрапив в Гальбський котел. У травні 1945 року на півдні від Берліна частини корпусу склали зброю.

## Командири
- Обергруппенфюрер СС і Генерал Ваффен-СС Артур Флепс (липень 1943 — 21 вересня 1944)
- Бригадефюрер СС і Генерал-майор Ваффен-СС Карл фон Оберкамп (21 вересня 1944 — 1 березня 1945)
- Обергруппенфюрер СС і Генерал Ваффен-СС і Поліції Фрідріх Єккельн (1 березня — 8 травня 1945)